# Ockrapiplärka
Ockrapiplärka (Anthus nattereri) är en sydamerikansk fågel i familjen ärlor inom ordningen tättingar.

## Utseende och läte
Ockrapiplärka är en 14 centimeter lång pipärka, tydligt ockragul i färgen i fräsch dräkt. Den är kraftigt streckad i svart, dels ovan, dels i form av ett bröstband och på buksidorna. Liknande gräspiplärkan (Anthus lutescens) är mindre, gultonad och mindre kraftigt tecknad ovan, medan stråpiplärkan (A. hellmayri) är finare streckad på bröstet. Sången är en utdragen serie kvittrande toner som levereras i sångflykt och som avslutas med ett upprepat nasalt läte när fågeln faller ner till marken.

## Utbredning och systematik
Fågeln förekommer lokalt i sydöstra Brasilien, sydöstra Paraguay och nordöstra Argentina. Den behandlas som monotypisk, det vill säga att den inte delas in i några underarter.

## Levnadssätt
Arten bebor huvudsakligen torr gräsmark, men ses tillfälligtvis även i mer översvämmade områden. Spelflygande hanar har hittats i ugn eukalyptusskog. Den verkar tolerera eller till och med föredra kort gräs som återväxer efter gräsbrand eller betesmarker, men inte marker som bränns årligen. Troligen häckar den endast vartannat år och i Argentina har häckning noterats i oktober.

## Status
Artens levnadsmiljö försvinner i snabb taxt, framför allt i Brasilien, vilket tros ha orsakat att arten minskat i antal. Internationella naturvårdsunionen IUCN kategoriserade den  tidigare som starkt hotad, men studier i Argentina och Paraguay har visat att den är vanligare och vidare spridd än man tidigare trott. Sedan 2000 kategoriseras den därför som sårbar.

## Namn
Fågelns vetenskapliga artnamn hedrar Johann Natterer (1787-1843), österrikisk zoolog och samlare av specimen, bosatt i Brasilien 1817-1835.